# スペゼ
スペゼ （Spézet、ブルトン語:Speied）は、フランス、ブルターニュ地域圏、フィニステール県のコミューン。

## 由来

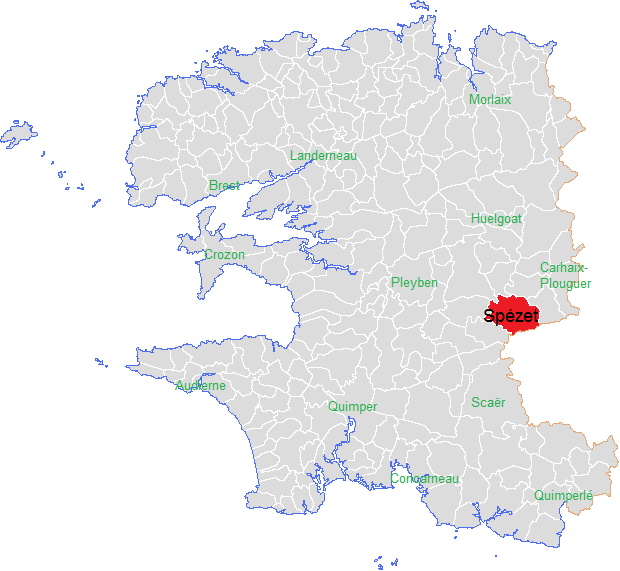
県内におけるスペゼの位置

スペゼは1216年にSpethutと呼ばれていたが、その後Spezetとなった。一般的な語源としてブルトン語で『スグリ』を意味しているというが、他にも仮説が存在する。多くのブルターニュの地名でSpezが見つかっているので、この町もSpezと冠したのかもしれない。フランシス・ファヴローとグルヴァン・ペロンは、スペゼがガリア語のSpaddadenであるとした。
地元のブルトン語発音では/spe'et/となる（フランス語における音声学上であって、国際的なものではない）。母音に挟まれたZは、近年強いブルトン語アクセントの影響下にある。

## 地理
スペゼは、県中央部の東寄りにある農村の自治体である。歴史的にはコルヌアイユ地方に属する。コミューンは、オーヌ川とイエール川が運河となった大きく蛇行する水の流れが、西と北の境界となっている（ナント＝ブレスト運河）。その領域の南東端は、ノワール山地の最高地点である標高318mのle Roc'h Toullaëronと接している。町は、コミューンの北西部にある標高100m前後の小さな丘を占めている。隣接するコミューンは、東のサンテルナン、南東のグラン、南のルドゥアレック、南西のサン・ゴアゼック、西のシャトーヌフ＝デュ＝フー、北西のプロネヴェズ＝デュ＝フー、北のランドローおよびクレダン＝ポエルである。

## 歴史
1675年の印紙税一揆の際、スペゼの教区民たちはサンテルナンにある、ル・モワヌ・ド・トレヴィニー侯爵が所有するケルゴエ城略奪に関与した。教区は損害賠償として5000リーヴルを支払わなければならず、侯爵は損傷の修理に悩まされた。1676年の恩赦からは、教区の4人は除外された。
1770年、ジャン・バティスト・オジェによれば、教区の土地は大部分が荒れ放題であった。当時の人口は約2400人であった。特に山中の土壌は質が悪く、人々がうまく利用することができなかった。本当に良い土地は教区の北にあった。1779年の9月から10月、赤痢が原因で約150人の犠牲者がスペゼで出た。『感染のおそれがあるため、遺体は教会に運ばずにただちに埋葬するよう命じられた。違反した場合は20リーヴルの罰金が生じた。』
1944年6月24日、10人のレジスタンス活動家がスペゼで逮捕された。彼らはファウエトにおいてドイツの軍事法廷で死刑を宣告されたあと、ランヴェネジャンで射殺された。

## 人口統計
| 1962年 | 1968年 | 1975年 | 1982年 | 1990年 | 1999年 | 2006年 | 2010年 |
| ------ | ------ | ------ | ------ | ------ | ------ | ------ | ------ |
| 2555   | 2299   | 2165   | 2076   | 2038   | 1861   | 1887   | 1816   |

スペゼの人口増減グラフ

参照元:1999年までEHESS、2000年以降INSEE

## 姉妹都市
- ラウンドウッド、アイルランド